# اعمال جنسی میان زنان

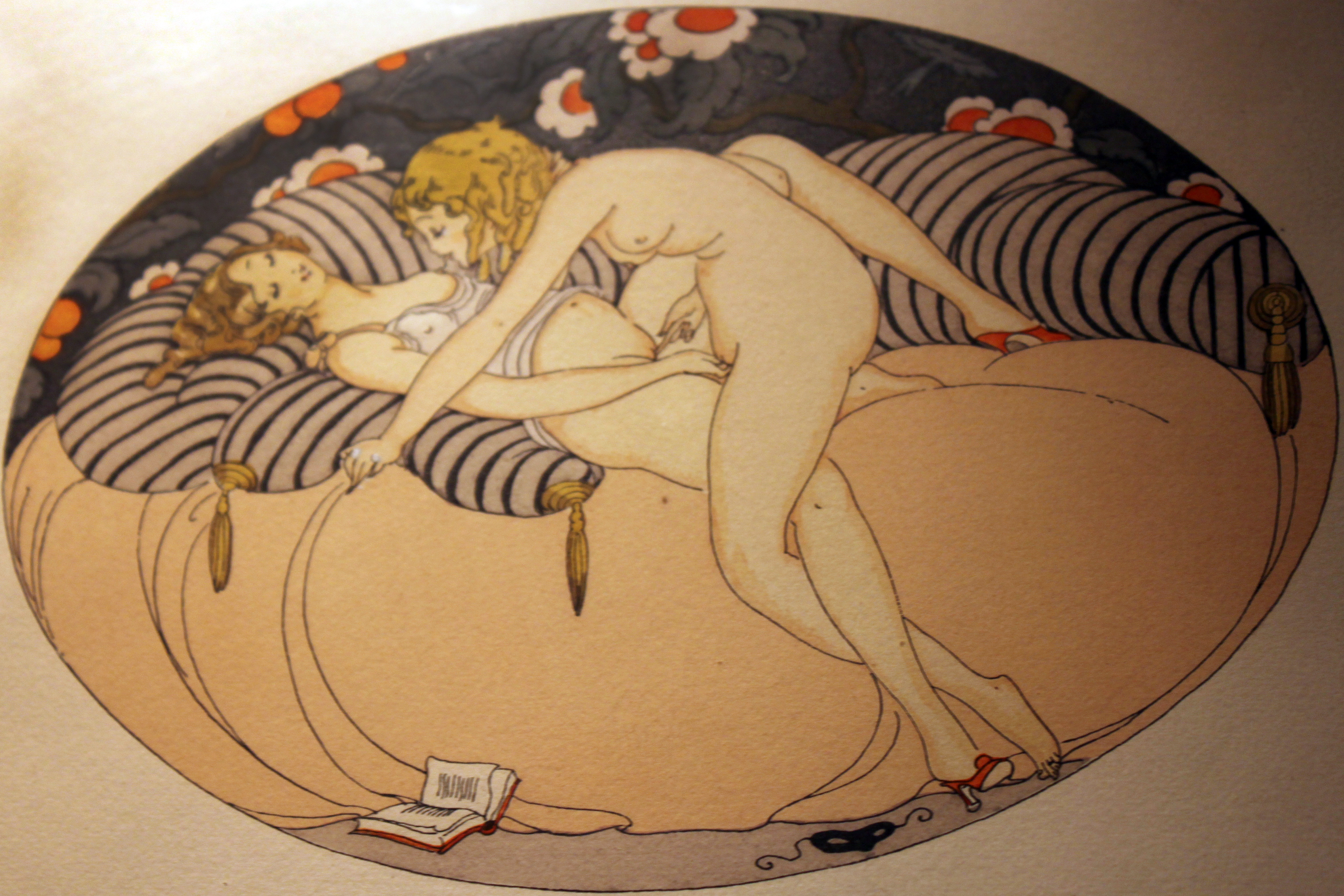
نقاشی سال ۱۹۲۵ گردا وگنر از دو زن مشغول فعالیت جنسی در رختخواب

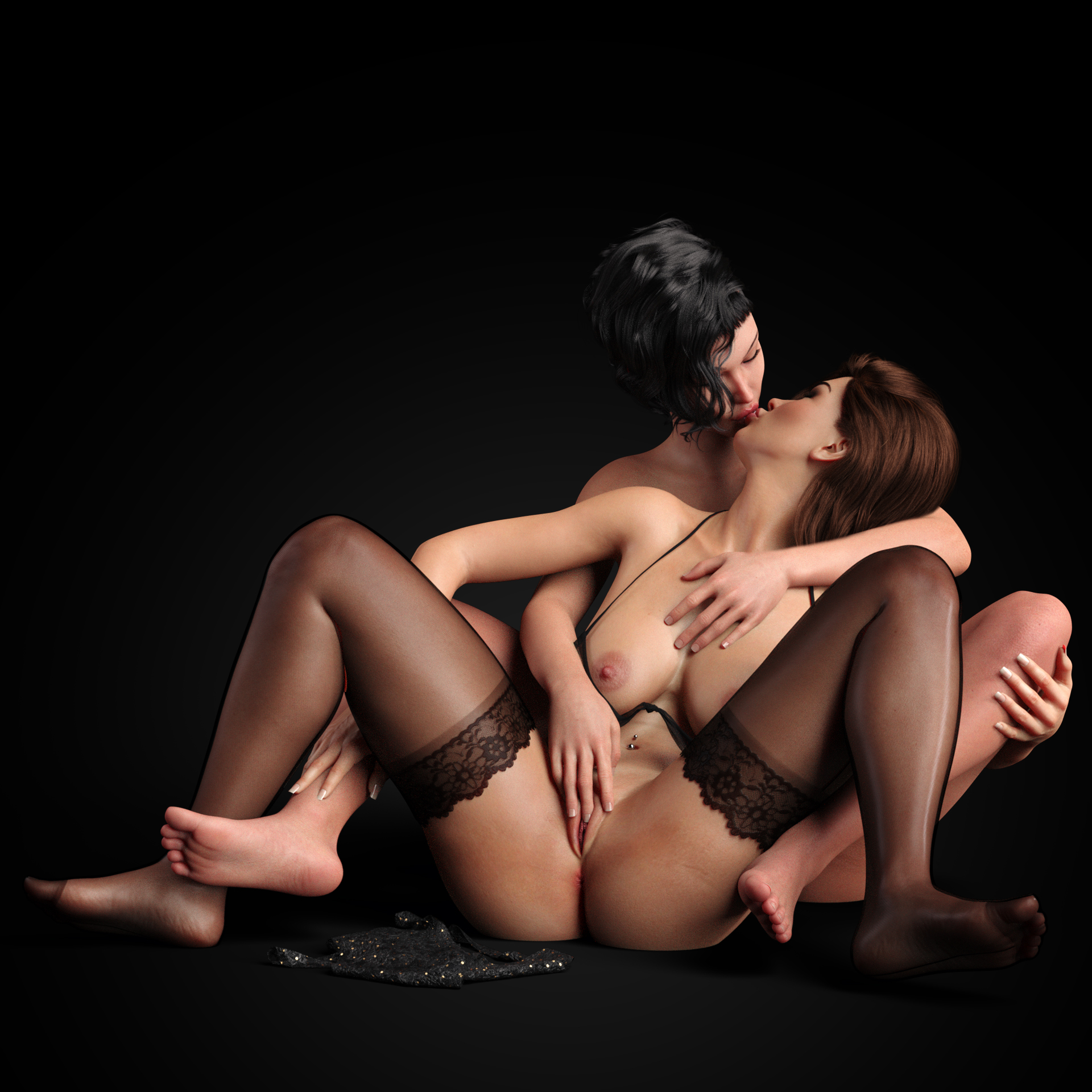
دو زن در حال بوسیدن یکدیگر که همزمان یکی از زنان کُس دیگری را می‌مالد

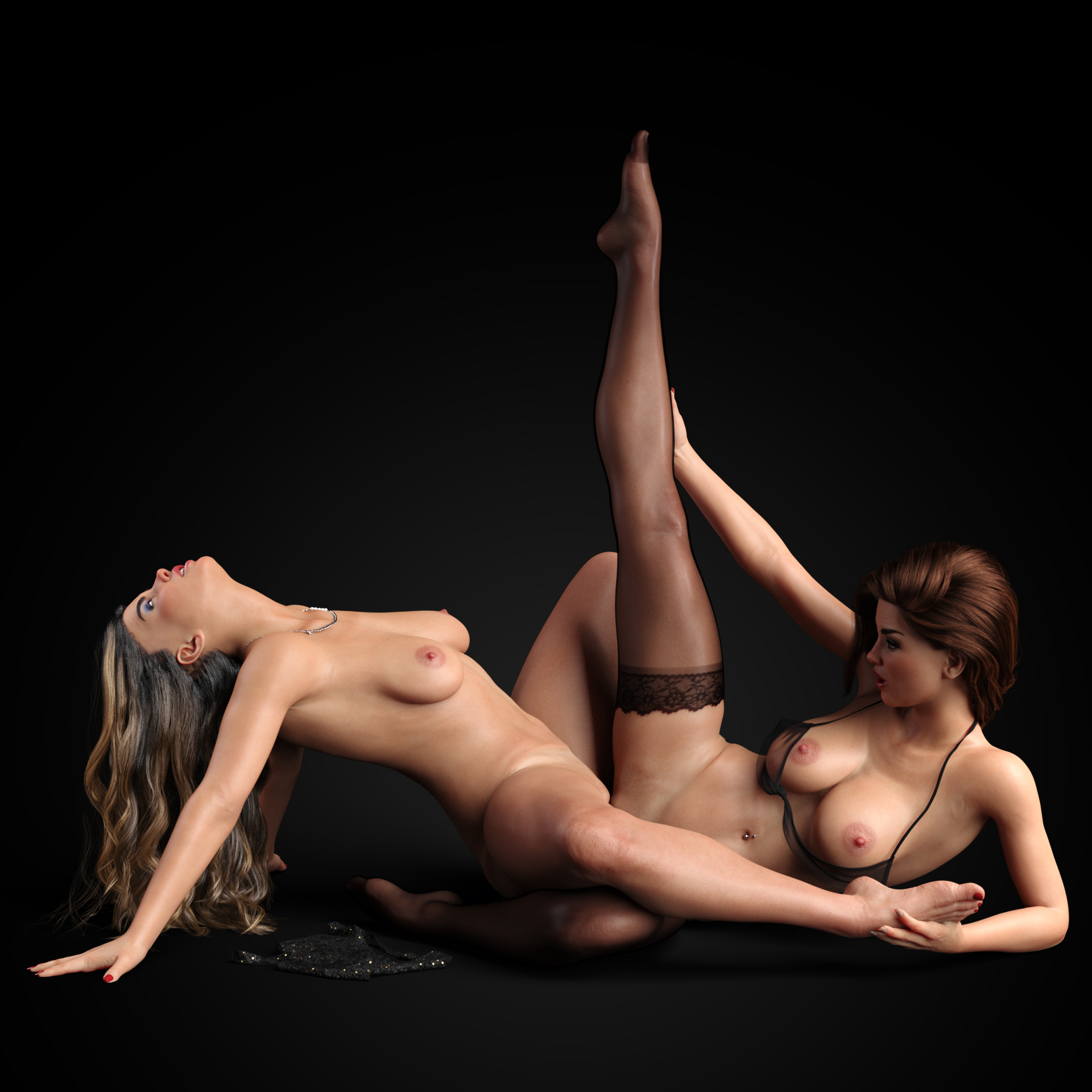
دو زن در حال طبق‌زنی در پوزیشن قیچی

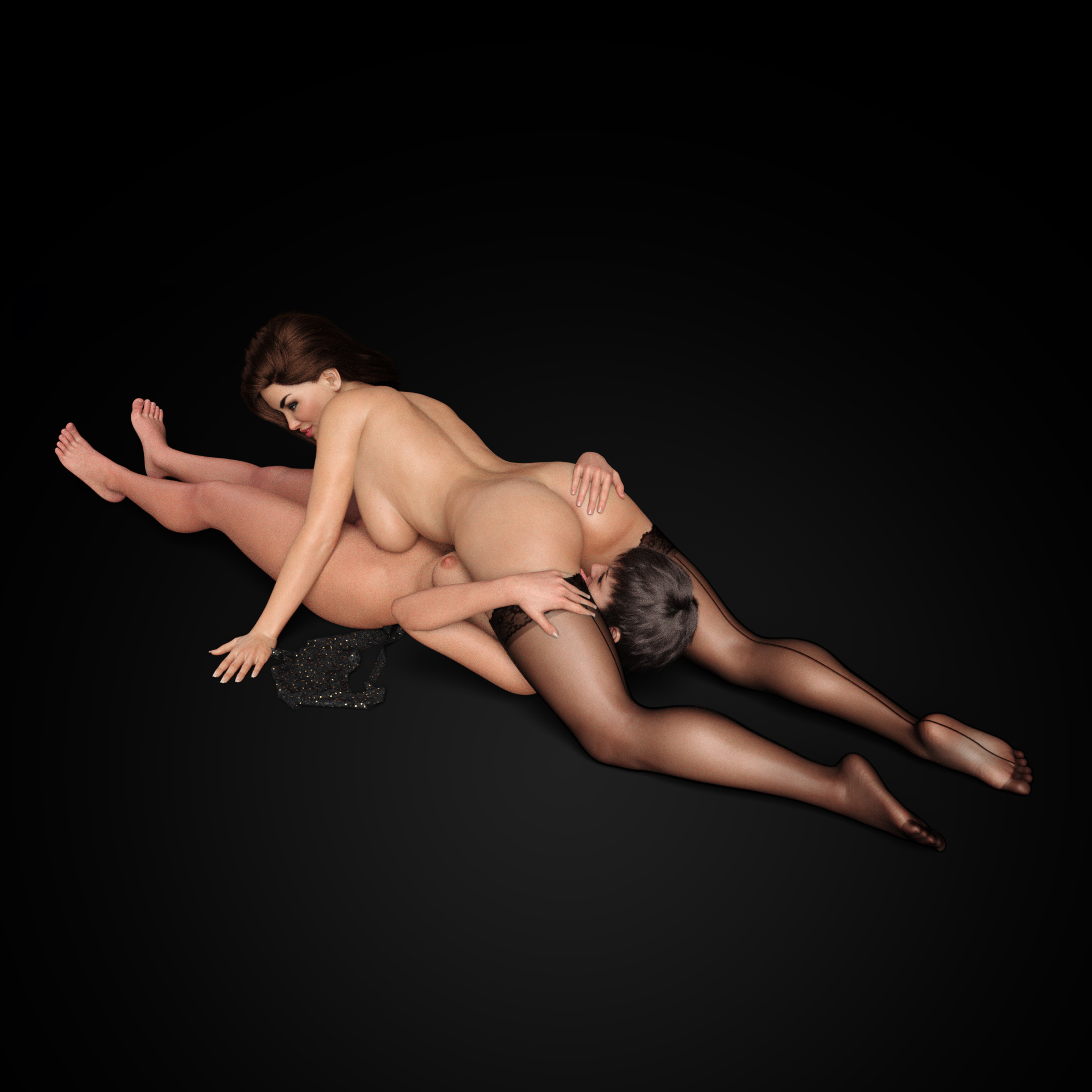
دو زن در پوزیشن ۶۹ در حالی که یکی از آنها برای دیگری فرج‌لیسی (کُس‌لیسی) می‌کند

اعمال جنسی میان زنان، فارغ از گرایش یا هویت جنسی‌شان، به فعالیت‌های جنسی زنانی گفته می‌شود که با زنان آمیزش می‌کنند. این آمیزش می‌تواند شامل آمیزش جنسی دهانی، تحریک دستی یا طبق‌زنی (مالش اندام جنسی به یکدیگر) باشد. ممکن است از اسباب‌بازی‌های جنسی هم استفاده شود.
زنی که با زن دیگری رابطه جنسی برقرار می‌کند، اگر منحصراً مجذوب زنان باشد، ممکن است لزبین یا اگر منحصراً مجذوب زنان نباشد، می‌تواند به عنوان دوجنس‌گرا شناخته شود یا اگر به‌طور انحصاری مجذوب جنسی نباشد، او را دوجنس‌گرا می‌نامند. این اصطلاح همچنین ممکن است به یک زن دگرجنس‌گرا یا غیرجنس‌گرا گفته شود که از تمایلات جنسی خود مطمئن نیست یا در حال یافتن گرایش جنسی خود است.
روابط عاشقانه یا جنسی بین افراد معمولاً تحت تأثیر میل و برانگیختگی جنسی قرار می‌گیرد که این امر به فعالیت جنسی برای رسیدن به رهایی جنسی منجر می‌شود. بیان آشکار احساس دلبستگی و میل جنسی بین زنان به شرایط رابطه آن‌ها و همچنین به ساختار اجتماعی و فرهنگی و سایر تأثیرات زندگی آن‌ها بستگی دارد. در برخی از کشورها، آمیزش جنسی بین دو زن همراه با آمیزش جنسی بین مردان مجرمانه تلقی می‌شوند.

## رفتارها

### عمومی
زنان برای نمایش محبت به یکدیگر از بوسیدن گونه یا در آغوش گرفتن استفاده می‌کنند. بوسه بر لب، بوسه فرانسوی، آغوش گرفتن برای مدت زیاد یا لمس کردن اعضای دگر بدن ممکن است به عنوان حرکات جنسی تلقی شود. شر هیت مدرس جنسی و فمینسم گرا می‌گوید: «آمیزش جنسی با یک زن می‌تواند شامل: لمس کردن، بوسیدن، لبخند زدن، نگاه کردن به یکدیگر، صحبت کردن، در آغوش گرفتن، رابطه مجازی، نوازش کردن، لاس زدن، لیسیدن، درآوردن لباس یکدیگر، تحریک کردن، گاهی به آرامی گاز گرفتن، گاهی گریه کردن و با هم نفس کشیدن است.»
درآوردن لباس در مقابل شریک جنسی خود، درآوردنِ لباس شریک جنسی خود، برانگیختن میل جنسی زنی دیگر با لمس نواحی شهوت‌خیز او با استفاده از دست، زبان یا بقیه دهان ممکن است به عنوان نشانه‌ای از تمایل شریک جنسی به فعالیت جنسی با شریک خود در نظر گرفته شود. برانگیختگی جنسی ممکن است میل جنسی را در هر دو طرف ایجاد کند. اجازه دادن به چنین اعمال فیزیکی به ویژه تحریک سینه‌ها و نوک سینه‌های شریک جنسی، نشانه‌ای از علاقه داشتن به شروع آمیزش جنسی است.
دهان، لب‌ها و زبان نواحی حساسی در بدن زنان هستند. این نواحی زنان توسط شریک آن‌ها در آغاز یا در حین آمیزش جنسی برای بوسیدن، مکیدن، لیسیدن یا برای آمیزش جنسی دهانی استفاده می‌شوند. تحریک سینه‌های شریک خود مانند تحریک دهانی یا دستی پستان‌ها نوعی از عشق‌بازی است. تحریک سینه و نوک پستان زنان یکی از رایج‌ترین فعالیت‌های جنسی است. تحریک سینه و نوک سینه زنان باعث ایجاد و آزادسازی اکسی‌توسین و پرولاکتین می‌شود. با تحریک نوک سینه‌ها مقادیر زیادی اکسی‌توسین تراوش می‌شود که بیشتر سینه‌ها را برای شیردهی آماده می‌کند. همچنین بر ایجاد احساسات مادرانه در زن و کاهش پریشانی او نیز کمک می‌کند و پیوند بین زن و شریک جنسی اش را افزایش می‌دهد.
اوج کامش شامل اعمال غیرارادی مانند تنجش عضلانی در نواحی مختلف بدن، احساس سرخوشی و ایجاد حرکات و صدا غیرعادی در بدن است. دوره پس از اوج کامش که با نام دوره بازگشتی شناخته می‌شود که تجربه‌ای آرامش بخش است و به ترشح هورمون‌های عصبی اکسی‌توسین و پرولاکتین کمک می‌کند. اگرچه باور بر این است که زنان دوره بازگشتی را تجربه نمی‌کنند و بنابراین می‌توانند یک یا چندین اوج کامش دیگر را پس از نخستین اوج کامش داشته باشند، اما برخی از منابع ادعا می‌کنند که زنان قادر به تجربه دوره بازگشتی نیز هستند؛ چرا که ممکن است پس از اوج کامش خود برای زمان کوتاهی تحریک جنسی نداشته باشد.

### رابطه جنسی دهانی، رابطه جنسی دستی و طبق‌زنی
تحریک چوچوله یا سایر قسمت‌های فرج که به آن فرج‌لیسی که نوعی از آمیزش جنسی دهانی است گفته می‌شود. فرج‌لیسی با استفاده از لب و زبان انجام می‌شود که بیشتر بین زنان رواج دارد. برای تحریک سینه و نوک سینه‌ها می‌توان علاوه بر استفاده از لب یا زبان، از دندان‌ها نیز استفاه کرد. تحریک دهانی مقعد که به آن مقعدلیسی گفته می‌شود کمتر رواج دارد.
آمیزش جنسی بدون دخول بین زنان شامل انگشت کردن و استفاده از لرزاننده جنسی است. استفاده از انگشتان برای تحریک فرج یا واژن شخص دیگر و همچنین انگشت کردن مقعد زن دیگر در آمیزش جنسی زن با زن رواج دارد. تحریک فرج و به ویژه چوچوله رایج‌ترین راه برای رسیدن زنان به اوج کامش است. ماساژ داخل واژن ممکن است ناحیه بسیار حساس نقطه جی را تحریک کند. در برخی از زنان تحریک ناحیه نقطه جی اوج کامش شدیدتری نسبت به تحریک مستقیم چوچوله ایجاد می‌کند. برای نفوذ عمیق‌تر به واژن، مقعد یا دهان می‌توان از کیرکاشی، کیرکاشی بنددار یا سایر اسباب‌بازی‌های جنسی استفاده کرد.
طبق‌زنی یک نوع آمیزش جنسی بدون دخول رایج بین زنان است و نوعی آمیزش جنسی مالشی یا تن مالی است. طبق زنی با تماس فرج به فرج یا مالیدن فرج خود به ران، شکم، باسن، بازو یا سایر اعضای بدن زن دیگری انجام می‌شود. امروزه از طبق زنی بیشتر با نام «قیچی زنی» یاد می‌شود. این نوع از نزدیکی را می‌توان به گونه دیگری از روش‌های آمیزش مانند میسیونری، سواری، سگی و غیره نیز انجام داد. همچنین طبق زنی را می‌توان با انگشت کردن یا با استفاده از یک کیرکاشی انجام داد.

### سلطه‌گری، سلطه‌پذیری، بی‌دی‌اس‌ام
در مواردی، برای تنوع، یا به صورت منظم یا روتین، یک زن ممکن است نقش منفعلانه ای را در طول فعالیت جنسی به عهده بگیرد و اجازه دهد که شریک جنسی او مسئولیت ارضای جنسی او را بر عهده گیرد، که می‌تواند جنبه سلطه‌گری و سلطه‌پذیری نیز باشد. به عنوان مثال، فردی که در حالت داگی استایل قرار دارد ممکن است به صورت منفعل باشد و به انواع عملیات جنسی تن دهد، عموماً به انتخاب شریک فعال، مانند انگشت کردن، ماساژ یا تحریک نواحی شهوت‌خیز، از جمله اندام تناسلی، نوک سینه‌ها یا باسن و دریافت درکونی جنسی باشد. شریک فعال همچنین می‌تواند یک اسباب بازی جنسی مانند کیرکاشی یا ویبراتور را وارد واژن یا مقعد کند.
برای اطمینان از انفعال و تقویت احساس تسلیم یا سلطه‌پذیری واقعی زنانه، یک شریک ممکن است در حالت اسارت (مانند بستن دست‌بند) یا سایر فعالیت‌های بی‌دی‌اس‌ام نیز شرکت کند. در طول اسارت جنسی، شریک محدود به‌طور کلی در معرض انواع اعمال جنسی است و نمی‌تواند در فعالیت جنسی پیش رو دخالت کند. او برای رضایت جنسی به اعمال شریک جنسی خود وابسته است که می‌تواند نوع و سرعت فعالیت جنسی را انتخاب کند یا اسباب بازی‌های جنسی را معرفی کند. برای مثال، می‌توان از دهان‌بند برای بستن دهان و محدود کردن صدا یا آه کشیدن شریک جنسی استفاده کرد و همچنین از او خواسته شود که در طول فعالیت جنسی به روشی مشابه از پستانک بزرگسالان استفاده کند. شریک فعال ممکن است رضایت جنسی خود را از رساندن شریک جنسی خود به ارگاسم به دست آورد.

## تحقیق و دیدگاه
در سال ۱۹۵۳، آلفرد کینزی در کتاب «رفتار جنسی در زنان» مستند کرد که طی پنج سال گذشته، ۷۸٪ از زنان در ۶۰٪ تا ۱۰۰٪ از برخوردهای جنسی با زنان دیگر ارگاسم داشته‌اند، در حالی که این میزان برای سکس دگرجنسگرا ۵۵٪ بود. کینزی این تفاوت را به این واقعیت نسبت داد که شریک‌های زن بهتر از شریک‌های مرد با تمایلات جنسی زنان و روش‌های بهینه‌سازی رضایت جنسی زنان آشنا هستند. به‌طور مشابه، مطالعات توسط محققانی مانند مسترز و جانسون نشان داد که رفتارهای جنسی لزبین‌ها بیشتر دارای ویژگی‌هایی است که با رضایت جنسی مرتبط است یا اینکه شریک‌های زن بیشتر بر جنبه‌های عاطفی عشق‌ورزی تأکید می‌کنند. مطالعه مسترز و جانسون در سال ۱۹۷۹ دربارهٔ تمرینات جنسی لزبین‌ها نتیجه گرفت که برخوردهای جنسی لزبین‌ها شامل تماس جنسی کل بدن بیشتر به جای تماس متمرکز بر اندام تناسلی، نگرانی یا اضطراب کمتر دربارهٔ دستیابی به ارگاسم، جسارت جنسی بیشتر و ارتباط دربارهٔ نیازهای جنسی، روابط جنسی طولانی‌تر و رضایت بیشتر از کیفیت کلی زندگی جنسی است.
مطالعات پپر شوارتز و فیلیپ بلومشتاین (۱۹۸۳) و دایان هولمبرگ و کارن ال. بلر (۲۰۰۹) تحقیقاتی را که نشان می‌دهد زنان در روابط همجنسگرا بیشتر از همتایان دگرجنسگرا خود رضایت جنسی دارند، مورد تردید قرار دادند. شوارتز نتیجه‌گیری کرد که زوج‌های لزبین در روابط متعهد کمتر از هر نوع زوج دیگری رابطه جنسی دارند و به‌طور کلی تجربهٔ نزدیکی جنسی کمتری با طولانی شدن رابطه دارند، هرچند که این مطالعه مورد بحث قرار گرفته است. مطالعهٔ هولمبرگ و بلر، که در مجله تحقیقات جنسی منتشر شد، نشان داد که زنان در روابط همجنسگرا همان میزان تمایل جنسی، ارتباط جنسی، رضایت جنسی و رضایت از ارگاسم را مانند همتایان دگرجنسگرا خود دارند. تحقیقات بیشتر توسط بلر و پوکال (۲۰۱۴) نیز نتایج مشابهی گزارش کردند، به طوری که زنان در روابط همجنسگرا سطوح مشابهی از رضایت جنسی کلی و سطح پایین‌تری از فراوانی جنسی گزارش کردند. با این حال، این مطالعهٔ اخیر نیز گزارش داد که زنان در روابط همجنسگرا زمان بیشتری را در برخوردهای جنسی صرف می‌کنند - اغلب بیش از دو ساعت در هر برخورد؛ بنابراین، آنچه که همجنس‌گرایان ممکن است از نظر فراوانی فاقد آن باشند، ممکن است با مدت زمان طولانی‌تری جبران کنند.
با توجه به سهولت یا دشواری دستیابی به ارگاسم، تحقیقات‌هایت (با وجود محدودیت‌های روش‌شناختی) نشان داد که اکثر زنان برای ارگاسم به تحریک کلیتورال (خارجی) نیاز دارند که می‌تواند «آسان و قوی باشد، با تحریک مناسب» و این نیاز برای تحریک کلیتورال علاوه بر شناخت بدن خود دلیلی است که اکثر زنان با خودارضایی راحت تر به ارگاسم می‌رسند. با تکرار یافته‌های کینزی، مطالعات توسط محققانی مانند پلپاو، فینگرهات و بیلز (۲۰۰۴) و دیاموند (۲۰۰۶) نشان می‌دهد که همجنس‌گرایان در تعاملات جنسی بیشتر و آسان‌تر ارگاسم دارند تا زنان دگرجنسگرا.
ترجیحات برای روش‌های جنسی خاص در روابط همجنسگرا نیز مورد مطالعه قرار گرفته است. مسترز و جانسون نتیجه گرفتند که نفوذ واژنی با کیرکاشی نادر است و همجنس‌گرایان تمایل به انجام تحریک کلیتورال بیشتری نسبت به تحریک مستقیم کلیتورال دارند که این حالت نیز اغلب در روابط دگرجنسگرا مشاهده می‌شود. در مورد سکس دهانی، اعتقاد رایج که همه زنان همجنسگرا درگیر فرج‌لیسی می‌شوند، با تحقیقات در این زمینه تناقض دارد. برخی از زنان همجنس‌گرا یا دوجنسگرا از سکس دهانی خوششان نمی‌آید زیرا از تجربهٔ آن لذت نمی‌برند یا به دلیل عوامل روانی یا اجتماعی، مانند داشتن احساس ناپاکی. دیگر زنان همجنس‌گرا یا دوجنسگرا بر این باورند که سکس دهانی ضروری است یا به‌طور کلی تعریف‌کنندهٔ فعالیت جنسی همجنس‌گرا است. در زوج‌های همجنس‌گرا بیشتر احتمال دارد که نارضایتی یک زن از فرج‌لیسی را به عنوان یک مشکل تلقی کنند تا زوج‌های دگرجنسگرا، و معمولاً برای غلبه بر موانع آن به دنبال مشاوره می‌روند.

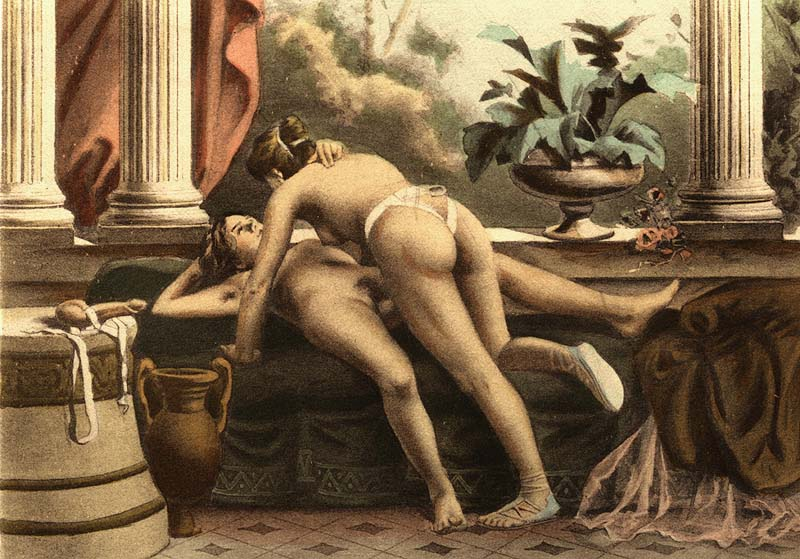
نقاشی اواخر قرن نوزدهم اثر ادوار-آنری آوریل که استفاده از کیرکاشی را نشان می‌دهد.

برخی از همجنس‌گراها آمیزش جنسی مقعدی را تمرین می‌کنند. در سال ۱۹۸۷، یک مطالعه غیرعلمی توسط مونسن بر روی بیش از ۱۰۰ عضو یک سازمان اجتماعی همجنس‌گراها در کلرادو انجام شد. وقتی از آن‌ها پرسیده شد که در ده برخورد جنسی اخیر خود از چه تکنیک‌هایی استفاده کرده‌اند، ۱۰۰٪ بوسیدن، مکیدن سینه‌ها و تحریک دستی کلیتورال را گزارش کردند؛ بیش از ۹۰٪ بوسیدن فرانسوی، سکس دهانی و وارد کردن انگشت در واژن را گزارش کردند؛ و ۸۰٪ طبق‌زنی را گزارش کردند. همجنس‌گراهای دههٔ سی دو برابر بیشتر از گروه‌های سنی دیگر درگیر تحریک مقعدی (با انگشت یا کیرکاشی) بودند. مطالعه‌ای در سال ۲۰۱۴ از زنان همجنس‌گرا در کانادا و ایالات متحده نشان داد که ۷٪ از آن‌ها حداقل یک بار در هفته درگیر تحریک یا نفوذ مقعدی بوده‌اند؛ حدود ۱۰٪ این کار را ماهانه انجام می‌دادند و ۷۰٪ اصلاً انجام نمی‌دادند.
در سال ۲۰۰۳، جولیا بیلی و تیم تحقیقاتی او داده‌هایی بر اساس نمونه‌ای از ۸۰۳ زن همجنسگرا و دوجنسگرا که به دو کلینیک بهداشت جنسی همجنسگرا در لندن مراجعه کرده بودند و ۴۱۵ زن که با زنان دیگر رابطه جنسی داشتند از یک نمونهٔ جامعه گزارش دادند؛ این مطالعه نشان داد که رایج‌ترین رفتارهای جنسی بین زنان "سکس دهانی، نفوذ واژنی دیجیتالی، استمنا متقابل و طبق‌زنی (تماس جنسی با تماس اندام تناسلی به اندام تناسلی یا مالیدن اندام تناسلی به بخش دیگری از بدن شریک جنسی)" بود که هر کدام در ۸۵٪ از زنان که با زنان دیگر رابطه جنسی داشتند، رخ می‌داد. مانند مطالعات قدیمی‌تر، داده‌ها نشان داد که نفوذ واژنی با کیرکاشی یا با سایر اسباب‌بازی‌های جنسی بین زنانی که با زنان دیگر رابطه جنسی داشتند، نادر است. یک نظرسنجی آنلاین در سال ۲۰۱۲ از ۳۱۱۶ زن که با زنان دیگر رابطه جنسی داشتند، که در بی‌ام‌جی منتشر شد، نشان داد که اکثریت زنان سابقهٔ مالش اندام تناسلی (۹۹٫۸٪)، انگشت‌کردن واژن(۹۹٫۲٪)، پوزیشن قیچی (۹۰٫۸٪)، فرج‌لیسی (۹۸٫۸٪) و استفاده از ویبراتور (۷۴٫۱٪) را گزارش کردند.

## خطرات سلامتی
مانند اکثر فعالیت‌های جنسی، فعالیت‌های جنسی لزبین‌ها نیز می‌توانند خطر انتقال بیماری‌های آمیزشی (STIs) مانند تبخال دستگاه تناسلی یا سایر عفونت‌های بیماری‌زا را به همراه داشته باشند. وقتی فعالیت جنسی لزبین‌ها زمانی که فعالیت جنسی لزبین ماهیت غیر نفوذی دارد، خطر تبادل مایعات بدن به‌طور کلی کمتر است و بنابراین شیوع انتقال بیماری‌های آمیزشی نیز نسبتاً پایین‌تر است، به ویژه هنگامی که با فعالیت‌های جنسی نافذ بین زوج‌های مرد-زن یا مرد-مرد مقایسه شود. استفاده از اسباب‌بازی‌های جنسی مشترک بیش از یک نفر، خطر انتقال این‌گونه عفونت‌ها را افزایش می‌دهد. اگرچه خطر انتقال اچ‌آی‌وی (HIV) از طریق فعالیت جنسی لزبین‌ها به‌طور قابل‌توجهی کمتر از انتقال HIV از طریق فعالیت جنسی زن و مرد و مرد و مرد است، اما همچنان وجود دارد. HIV می‌تواند از طریق مایعات بدنی مانند خون (شامل خون قاعدگی)، مایع واژن و شیر مادر، یا از طریق سکس دهانی در صورتی که فرد در دهان خود بریدگی یا زخم داشته باشد یا بهداشت دهان ضعیف داشته باشد، منتقل شود. واژینوز باکتریال که خطر ابتلا به عفونت‌های مقاربتی مانند HIV/AIDS را دو برابر می‌کند، در زوج‌های لزبین بیشتر رخ می‌دهد.
مرکز کنترل و پیشگیری از بیماری‌ها (CDC) تا سال ۱۹۹۵ انتقال HIV از زن به زن را به عنوان یک روش ممکن برای عفونت HIV به رسمیت نشناخت. CDC گزارش داد که اطلاعات کمی در مورد خطر انتقال عفونت‌های مقاربتی بین زنان وجود دارد. با این حال، CDC بیان می‌کند که عوامل بیماری‌زایی مانند تریکومونیازیس مقاوم به مترونیدازول، HIV همسان با ژنوتیپ، ویروس پاپیلومای انسانی (HPV که با تقریباً تمام موارد سرطان دهانه رحم مرتبط است) و سیفلیس می‌توانند از طریق تماس جنسی بین زنان منتقل شوند. در حالی که نرخ این بیماری‌ها ناشناخته است، یک مطالعه نشان داد که ۳۰٪ از زنان لزبین و دوجنسگرا دارای سوابق پزشکی با عفونت‌های مقاربتی هستند. این به معنای این نیست که زنان لزبینی که فعالیت جنسی دارند در معرض خطرات بهداشتی بیشتری نسبت به جمعیت عمومی قرار دارند. Health Canada خاطرنشان کرد که «شیوع انواع مختلف HPV (سرطانی و غیرسرطانی) در گروه‌های مختلف زنان کانادایی بین ۲۰٪ تا ۳۳٪ است» و یک مطالعه دانشگاهی آمریکایی نشان داد که ۶۰٪ از زنان فعال جنسی در طی یک دوره سه ساله با HPV آلوده شده‌اند.
مجلهٔ پزشک خانواده آمریکا پیشنهاد می‌کند که زنان لزبین و دوجنسگرا «برای اسباب‌بازی‌های جنسی که وارد واژن یا مقعد بیش از یک نفر می‌شوند، را با یک کاندوم جدید برای هر فرد بپوشانند» و «برای هر فرد از اسباب‌بازی‌های مختلف استفاده کنند»، از موانع محافظتی (به‌عنوان مثال، ورق لاتکس، بند دندان، کاندوم باز شده یا پلاستیک) در طول سکس دهانی استفاده کنند و «از دستکش‌های لاتکس یا وینیل و روان‌کننده برای هر نوع سکس دستی که ممکن است باعث خونریزی شود استفاده کنند تا تماس بدون محافظ با خون قاعدگی یا هر ضایعه تناسلی قابل مشاهده را جلوگیری کنند». با این حال، «هیچ شواهد قطعی» وجود ندارد که استفاده از بند دندان خطر انتقال بیماری‌های آمیزشی بین زنانی که با زنان دیگر آمیزش می‌کنند را کاهش دهد؛ مطالعات نشان می‌دهد که استفاده از بند دندان به عنوان یک مانع محافظتی به ندرت انجام می‌شود و در میان زنانی که با زنان رابطه جنسی دارند، ممکن است به این دلیل باشد که افراد «دانش محدودی در مورد احتمالات انتقال STI دارند یا [احساس می‌کنند] کمتر در برابر بیماری‌های مقاربتی (مانند HIV) آسیب‌پذیر هستند.»

## مطابقت با قانون
در برخی از حوزه‌های قضایی، انجام روابط جنسی بین زنان به عنوان فعالیتی غیرقانونی تلقی می‌شود و جرم انگاری شده است. در سال ۲۰۱۶، سازمان هیومن دیگنتی تراست (Human Dignity Trust) گزارش داد که در مقایسه با ۷۶ کشور که رابطه جنسی بین مردان را جرم انگاری می‌کنند، حداقل ۴۴ کشور رابطه جنسی بین زنان را جرم انگاری کرده‌اند. در این ده کشور، این ممنوعیت‌ها به تازگی تصویب شده بود. هیچ کشوری وجود ندارد که فقط فعالیت‌های جنسی بین زنان را جرم انگاری کند. کاهش جرم‌انگاری رفتار همجنس‌گرایانه بین زنان به دلیل این باور بوده است که ارتباطات جنسی بین زنان واقعاً «سکس» نیست و توانایی جلب زنان دگرجنس‌گرا را ندارد. زنان لزبین و دوجنس گرا نیز در برابر ازدواج اجباری آسیب‌پذیر هستند.

## کتابشناسی
- Hildebrandt, Achim (2014). "Routes to decriminalization: A comparative analysis of the legalization of same-sex sexual acts". Sexualities. 17 (1–2): 230–253. doi:10.1177/1363460713511105.
- Kane, Melinda D. (2015). "Decriminalizing Homosexuality: Gaining Rights through Sodomy Law Reform". The Ashgate Research Companion to Lesbian and Gay Activism. Routledge. ISBN 978-1-315-61314-7.
- Marhoefer, Laurie (2015). Sex and the Weimar Republic: German Homosexual Emancipation and the Rise of the Nazis (به انگلیسی). University of Toronto Press. ISBN 978-1-4426-1957-9.